# مت لیندلند
مت لیندلند (به انگلیسی: Matt Lindland؛ زادهٔ ۱۷ مهٔ ۱۹۷۰) کشتی‌گیر و رزمی‌کار ترکیبی سابق و مربی ورزشی اهل ایالات متحده آمریکا است. او به عنوان رزمی‌کار ترکیبی در مسابقات مختلف سطح یک جهان مانند استرایک فورس، یواف‌سی و آی‌اف‌ال رقابت می‌کرد. لیندلند در دستهٔ میان‌وزن کشتی فرنگی نیز برندهٔ مدال نقرهٔ المپیک ۲۰۰۰ سیدنی، نایب‌قهرمان مسابقات قهرمانی کشتی جهان در سال ۲۰۰۱ و برندهٔ مدال طلای بازی‌های پان امریکن ۱۹۹۹ است. او در سال ۲۰۱۳ به عنوان عضو تالار مشاهیر کشتی ایالات متحده انتخاب شد.